# Serviço Administrativo Indiano
O Serviço Administrativo Indiano (SAI) é o braço administrativo da All India Services. Considerado o principal serviço civil da Índia, o SAI é um dos três braços dos Serviços de Toda a Índia, juntamente com o Serviço de Polícia Indiano e o Serviço Florestal Indiano. Os membros desses três serviços servem ao Governo da Índia, bem como aos estados individuais. Os oficiais SAI também podem ser destacados para várias empresas do setor público.
Tal como acontece com outros países que seguem o sistema parlamentar de governo de Westminster, o SAI é uma parte da burocracia permanente da nação, e é uma parte inseparável do executivo do Governo da Índia. Como tal, a burocracia permanece politicamente neutra e garante a continuidade administrativa ao partido ou coligação no poder.
Após a confirmação do serviço, um oficial do SAI serve um período de estágio como magistrado subdivisional. A conclusão desta liberdade condicional é seguida por um papel administrativo executivo em um distrito como magistrado distrital e coletor que dura vários anos. Após esse mandato, um oficial pode ser promovido a chefe de uma divisão administrativa estadual inteira, como comissário de divisão.
Ao atingir as escalas mais altas da matriz de remuneração, os funcionários do SAI podem liderar departamentos ou ministérios do governo . Nessas funções, os oficiais do SAI representam o país em nível internacional nas negociações bilaterais e multilaterais. Se servindo em uma delegação, eles podem ser empregados em organizações intergovernamentais como o Banco Mundial, o Fundo Monetário Internacional, o Banco Asiático de Desenvolvimento, o Banco Asiático de Investimento em Infraestrutura ou as Nações Unidas, ou suas agências. Os oficiais do SAI também estão envolvidos na condução das eleições na Índia, conforme determinado pela Comissão Eleitoral da Índia.

## História
Durante a ocupação da Índia pela East India Company, os serviços civis foram classificados em três – serviços civis contratados, não contratados e especiais. O serviço público convencionado, ou Serviço Civil da Companhia das Índias Orientais (HEICCS), como era chamado, era composto em grande parte por funcionários públicos britânicos que ocupavam cargos importantes no governo. O serviço público não convencionado foi instituído unicamente para facilitar a entrada dos índios no escalão inferior da administração. O serviço especial compreendia departamentos especializados, como o Serviço Florestal Indiano, a Polícia Imperial e o Serviço Político Indiano, cujas fileiras provinham do serviço civil convencionado ou do Exército Indiano Britânico. A Polícia Imperial incluía muitos oficiais do Exército Indiano Britânico entre seus membros, embora depois de 1893 um exame anual fosse usado para selecionar seus oficiais. Em 1858, o HEICCS foi substituído pelo Indian Civil Service (ICS), que se tornou o mais alto serviço civil do Raj britânico entre 1858 e 1947. As últimas nomeações britânicas para o ICS foram feitas em 1942.
Com a aprovação da Lei do Governo da Índia de 1919 pelo Parlamento do Reino Unido, os serviços civis indianos - sob a supervisão geral do Secretário de Estado da Índia - foram divididos em dois ramos, os Serviços de Toda a Índia e os Serviços Centrais.
Em 1946, na Conferência do Premier, o Gabinete Central decidiu formar o Serviço Administrativo Indiano, baseado no Serviço Civil Indiano; e o Serviço de Polícia Indígena, baseado na Polícia Imperial.
Não há alternativa a este sistema administrativo ... A União irá embora, você não terá uma Índia unida se não tiver um bom serviço para toda a Índia, que tenha a independência para falar o que pensa, que tenha [o] sentido de segurança de que você espera [sic] seu trabalho ... Se você não adotar este curso, então não siga a presente Constituição. Substitua por outra coisa ... essas pessoas são o instrumento. Remova-os e não vejo nada além de uma imagem do caos por todo o país.Original (em inglês): There is no alternative to this administrative system... The Union will go, you will not have a united India if you do not have good All-India Service which has the independence to speak out its mind, which has [the] sense of security that you will standby [sic] your work... If you do not adopt this course, then do not follow the present Constitution. Substitute something else... these people are the instrument. Remove them and I see nothing but a picture of chaos all over the country.— Vallabhbhai Patel na Assembleia Constituinte da Índia discutindo o papel de All India Services.  (em inglês)
Quando a Índia foi dividida após a saída dos britânicos em 1947, o Serviço Civil indiano foi dividido entre os novos domínios da Índia e do Paquistão. O remanescente indiano do ICS foi denominado Serviço Administrativo Indiano, enquanto o remanescente do Paquistão foi denominado Serviço Administrativo do Paquistão. O moderno Serviço Administrativo Indiano foi criado de acordo com o Artigo 312 (2) na parte XIV da Constituição da Índia, e a Lei de Todos os Serviços da Índia, 1951.

## Recrutamento

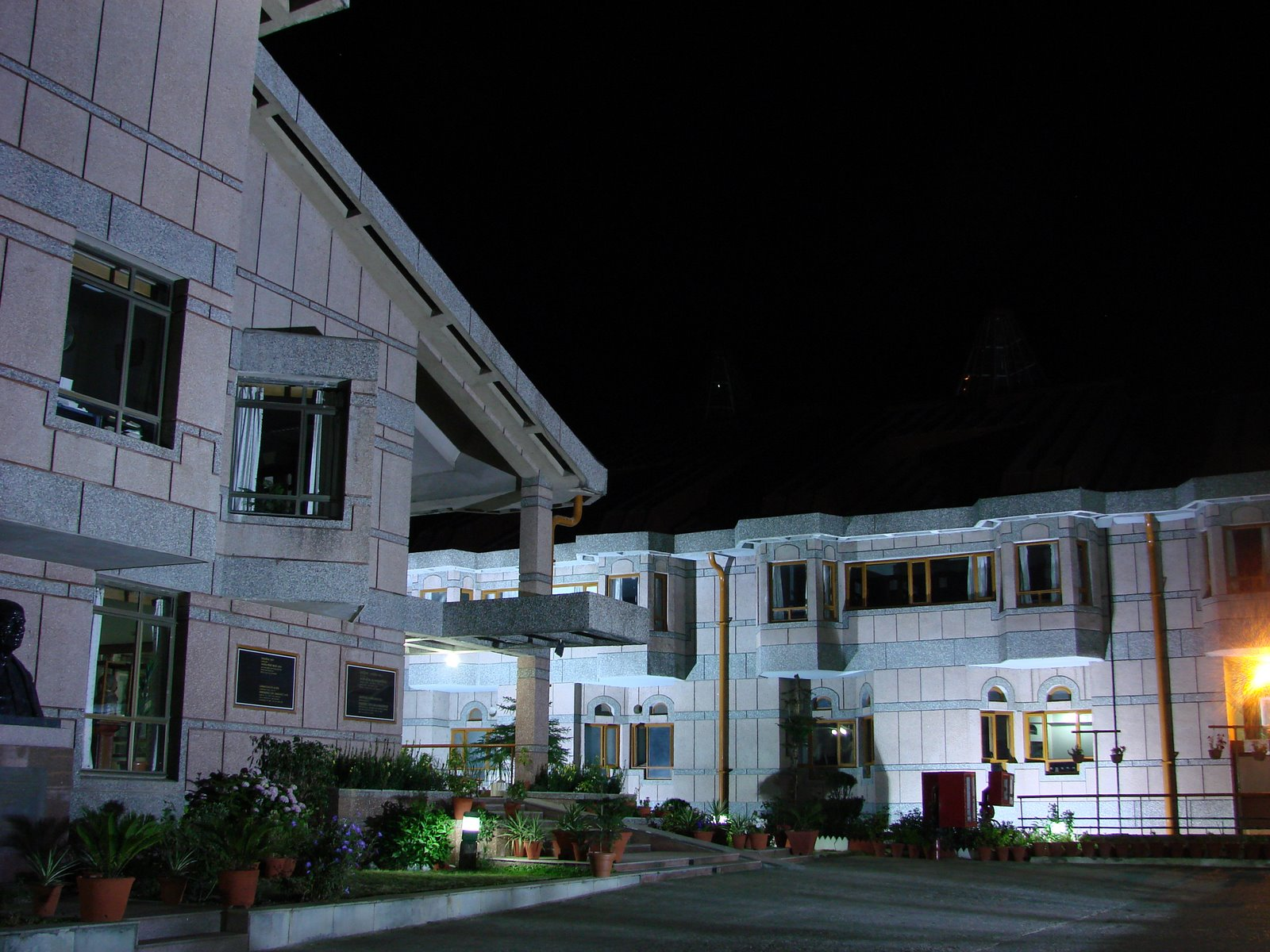
A Academia Nacional de Administração Lal Bahadur Shastri em Mussoorie, Uttarakhand é a escola de treinamento de funcionários do SAI.

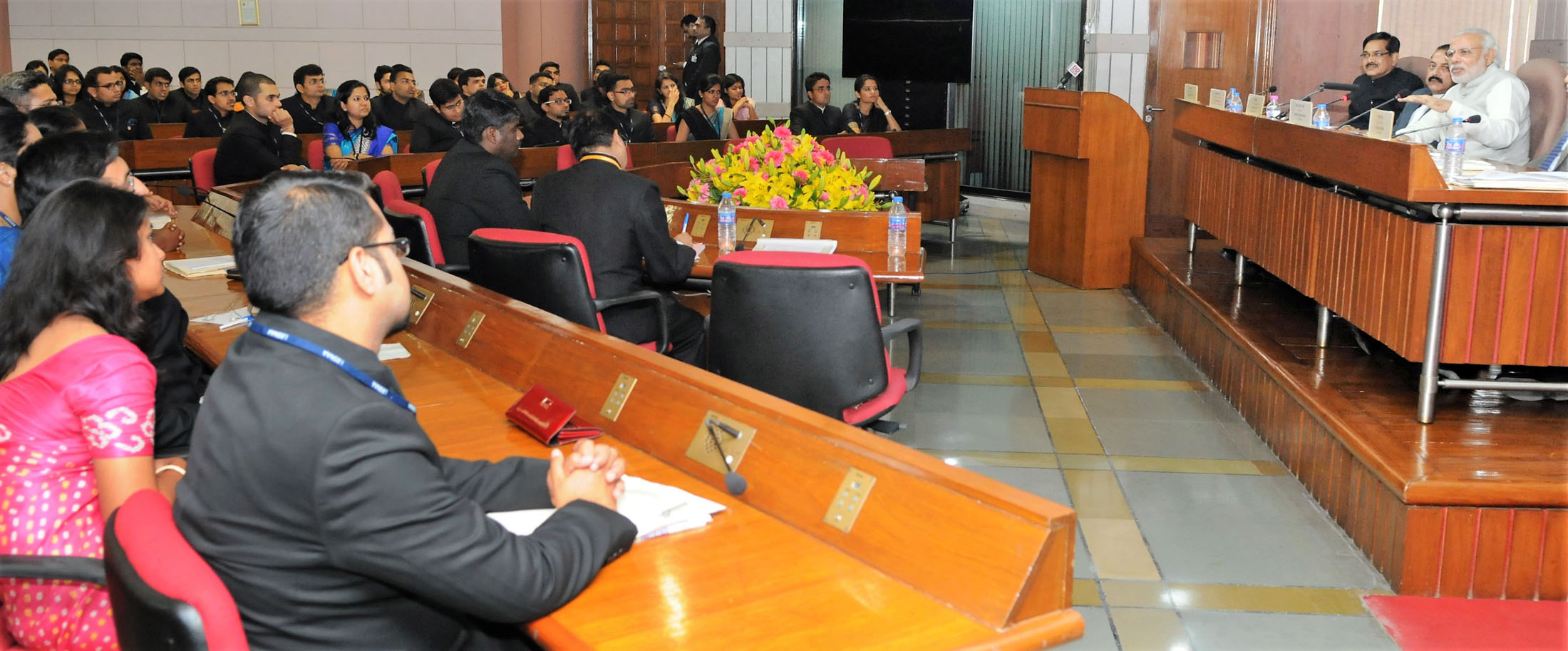
O primeiro ministro da Índia, Narendra Modi, interagindo com oficiais do SAI do lote 2015 (em liberdade condicional).

Existem três modos de recrutamento para o Serviço Administrativo Indiano. Os oficiais do SAI podem entrar no SAI passando no Civil Services Examination, que é conduzido pela Union Public Service Commission (UPSC). Os oficiais recrutados desta forma são chamados de recrutas diretos. Alguns oficiais do SAI também são recrutados nos serviços públicos estaduais e, em casos raros, selecionados no serviço público não estatal. A proporção entre recrutas diretos e promovidos é fixada em 2:1. Todos os oficiais do SAI, independentemente do modo de entrada, são nomeados pelo Presidente da Índia.
Apenas cerca de 180 candidatos em mais de 1 milhões de candidatos, que se aplicam por meio do CSE, são bem-sucedidos, uma taxa de sucesso de menos de 0,01 por cento. Como resultado, os membros do serviço são freqüentemente chamados de "nascidos do céu".
Ao contrário de candidatos nomeados para outros serviços civis, um candidato SAI bem-sucedido é considerado inelegível para retomar o CSE. De 1951 a 1979, um candidato do SAI foi obrigado a apresentar dois documentos adicionais, bem como três papéis opcionais (em vez de dois como com outros serviços civis) para ser elegível para o Serviço Administrativo Indiano ou o Serviço Estrangeiro Indiano. Os dois artigos adicionais foram submissões em nível de pós-graduação, em comparação com o nível de graduação dos artigos opcionais, e foi essa distinção que resultou em um status superior para o SAI e IFS. As duas submissões de nível de pós-graduação foram removidas posteriormente, mas isso não mudou o status superior percebido do SAI e IFS. Após o processo de seleção, os candidatos aprovados passam por treinamento na Academia Nacional de Administração Lal Bahadur Shastri em Mussoorie, Uttarakhand.

## Responsabilidades de um oficial SAI

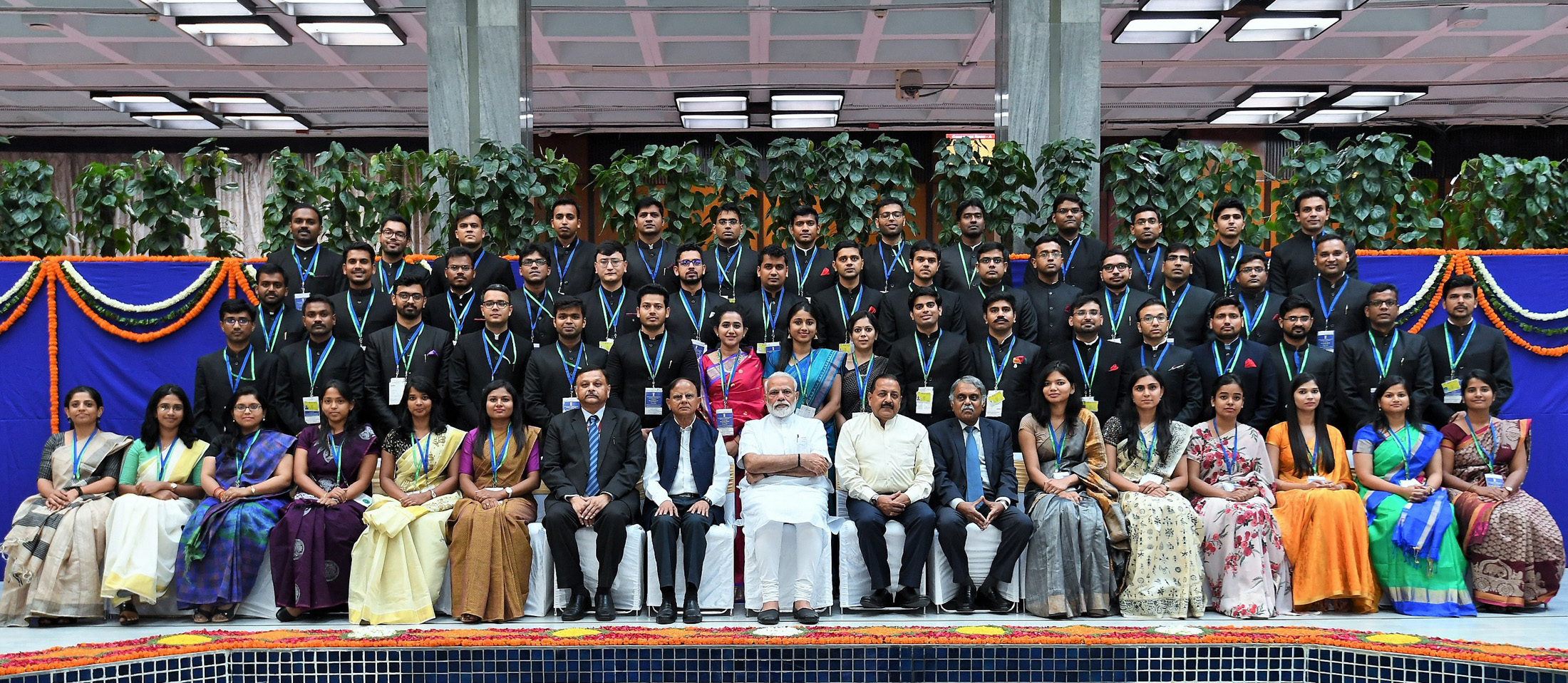
O Primeiro Ministro com os Oficiais do SAI do lote 2017, em Nova Delhi

As funções típicas desempenhadas por um oficial SAI são:
- Para arrecadar receitas e funcionar como funcionários do tribunal em questões de receita e crime (para os tribunais fiscais e tribunais criminais de magistrados executivos), para manter a lei e a ordem, para implementar as políticas do governo estadual e sindical no nível de base quando postado em campo cargos, ou seja, como magistrados subdivisionais, magistrados distritais adicionais, magistrados distritais e comissários divisionais, e atuar como um agente do governo no campo, ou seja, atuar como um intermediário entre o público e o governo.[2][25][26][27]
- Para lidar com a administração e os procedimentos diários do governo, incluindo a formulação e implementação de políticas em consulta com o ministro encarregado de um ministério ou departamento específico.[2][25][26][27]
- Contribuir para a formulação de políticas e tomar uma decisão final em certos assuntos, com a concordância do ministro em questão ou do conselho de ministros (dependendo do peso da questão), quando postado em nível superior no Governo da Índia como um secretário adjunto, secretário adicional, secretário especial ou equivalente a secretário, secretário e secretário de gabinete, e em governos estaduais como secretário, secretário principal, secretário principal adicional ou secretário principal especial e secretário principal.[2][25][26][27]